# Freejack
Pour plus de détails, voir Fiche technique et Distribution.
Freejack est un film de science-fiction américain réalisé par Geoff Murphy et sorti en 1992. Il s'agit d'une adaptation du roman Le Temps meurtrier de Robert Sheckley. Il met en scène Emilio Estevez, Mick Jagger, Anthony Hopkins, Rene Russo et Jonathan Banks.

## Synopsis
1991. Alex (Emilio Estevez) est un pilote de course. Victime d'un accident, il se réveille en 2009. Sa ville est devenue une jungle où seuls survivent les hommes d'affaires et les chasseurs de primes. Grâce à la technologie, il est désormais possible de transférer un esprit dans un autre corps et ainsi vivre plus longtemps. Le fait que le monde de 2009 soit toxique au dernier degré oblige ceux qui veulent changer de corps à « récupérer » des humains en bonne santé dans le passé ; il suffit juste de savoir l'heure et le jour exacts de la mort du sujet et de le transférer dans le futur ; Alex est mort sur un champ de course alors que la scène avait été filmée, ce qui en fait un candidat idéal, un « FREEJACK » ; Alex arrive à s'enfuir juste avant qu'on le lobotomise pour lui voler son corps, mais un chasseur de primes, l'impitoyable Victor Vacendak (Mick Jagger), est bien décidé à le traquer et à le rattraper, sinon il perdra son job.

## Fiche technique
Sauf indication contraire, les informations mentionnées dans cette section peuvent être confirmées par la base de données cinématographiques IMDb,  présente dans la section « Liens externes ».
- Titre original et francophone : Freejack
- Réalisateur : Geoff Murphy
- Scénario : Steven Pressfield, Ronald Shusett et Dan Gilroy d'après le roman Le Temps meurtrier (Immortality, Inc.) de Robert Sheckley
- Producteurs : James G. Robinson (en) et Ronald Shusett
- Musique : Trevor Jones, Scorpions (Hit Between the Eyes)
- Décors : Joe Alves
- Montage : Dennis Virkler (en)
- Costumes : Lisa Jensen
- Photographie : Amir Mokri et Matthew F. Leonetti (prises de vues additionnelles)
- Distributeur : Warner Bros.
- Langue : anglais
- Genre : science-fiction, action
- Durée : 110 minutes
- Dates de sortie :
  - France : 20 mai 1992

## Distribution
- Emilio Estevez  (VF : Emmanuel Jacomy - VQ : Sébastien Dhavernas) : Alex Furlong
- Mick Jagger  (VF : Pascal Renwick - VQ : Jean-Luc Montminy) : Victor Vacendak
- Rene Russo  (VF : Micky Sébastian - VQ : Élise Bertrand) : Julie Redlund
- Anthony Hopkins  (VF : Jean-Pierre Moulin - VQ : Éric Gaudry) : McCandless
- Jonathan Banks  (VF : Serge Blumenthal - VQ :Yvon Thiboutot) : Mark Michelette
- David Johansen  (VF : Michel Vigné - VQ :Guy Nadon) : Brad Carter
- Amanda Plummer  (VF : Céline Monsarrat - VQ : Marie-Andrée Corneille) : la religieuse
- Grand L. Bush  (VF : Greg Germain - VQ : à confirmer) : Boone
- Frankie Faison  (VF : Med Hondo - VQ : Jean Galtier) : l'homme aigle
- John Shea  (VF : Joël Martineau - VQ : Jonathan Lavallée) : Morgan
- Esai Morales  (VQ : Daniel Lesourd) : Ripper
- Wilbur Fitzgerald  (VF : Jean-Claude Robbe)  : Earnhart
- Jerry Hall : la reporter
- Mike Starr : l'homme hirsute

## Production
Le scénario est adapté du roman Le Temps meurtrier de Robert Sheckley publié en 1958.
Le tournage a lieu de janvier à mai 1991 dans l'État de Géorgie (Atlanta, Braselton).

## Commentaire
(novembre 2023).
- Si vous ne connaissez pas le sujet, laissez ce bandeau (vous pouvez alors contacter les auteurs).
- Si vous supprimez le contenu mis en cause (vous pouvez préalablement contacter les auteurs),

argumentez précisément cette suppression dans la page de discussion
(un manque de référence n'est pas un argument ; une recherche réelle de référence doit avoir été effectuée, être formellement documentée).
On peut noter aussi que la haute technologie, le transfert de corps et d'esprit par le biais de l'informatique, les multinationales, les chasseurs de primes, le retour à l'état de nature des citoyens, etc. fait passer ce long métrage au rang de film d'inspiration cyberpunk.